# Ring Apeldoorn
De Ring Apeldoorn is een ringweg door de Nederlandse stad Apeldoorn. De lengte van de ring bedraagt 16 km.

## Maximumsnelheid
De ringweg ligt geheel binnen de bebouwde kom. Er geldt een maximumsnelheid van 50 km/uur.

## Wegbreedte
Het grootste gedeelte van de ringweg is uitgevoerd met één baan in elke richting.
De ring Noord tussen de kruisingen Laan van Zevenhuizen/Fauststraat en Edisonstraat/Boerhaavestraat is sinds 2007 2×2-baans. 
In mei 2023 is de spoorwegovergang in de Laan van Osseveld vervangen door een tunnel en is ook de ring Oost tussen de kruising met de Deventerstraat en de kruising met de Zutphensestraat 2x2-baans.
Almelo · Almere · Alkmaar · Alphen aan den Rijn · Apeldoorn · Assen · Barendrecht · Bergen op Zoom · Den Haag · Dordrecht · Eindhoven · Enschede · Groningen · 's-Hertogenbosch · Hilversum · Hoofddorp · Houten · Leeuwarden · Oud-Beijerland · Parkstad Limburg · Sneek · Tilburg · Utrecht · Weert · Zoetermeer · Zwolle

Ringwegen geheel uitgevoerd als autosnelweg: Amsterdam · Rotterdam

Opgeheven: Maastricht